# Златарски сир у ћебенцету
Златарски сир у ћебенцету је кулинарски специјалитет западне Србије и идеалан и богат оброк за доручак, који се брзо спрема и сервира за укућане или госте на софрама становника Златара. Главни састојак овог јела је аутохтони високвалитетни, пуномасни Златарски сир од крављег млека. Сервира се као топло или хладно јело уз посуду киселог млека.

## Састојци
Главни састојци за израду овог јела су тесто и пуњење - и поред Златарског сира као главног састојка, чине их и у табели наведене намирнице.
| Главни састојци за припрему Златарског сира у ћебенцету | Главни састојци за припрему Златарског сира у ћебенцету |
| Тесто | Пуњење                                                  |
| --- | ------------------------------------------------------- |
| - 500 мл млаке воде - 650 грама меког брашна (укусније је ако ставите 30% хељдиног брашна) - 1 кесица прашка за пециво - 2 кашичице кухињске соли - уље за премазивање и пржење | - 400 грама Златарског сира                             |

## Начин израде
Овај специјалитет од Златарског сира и теста припрема се тако што се прво, у одговарајућу посуду за мешење теста сипа 500 мл млаке воде, у њу дода 650 грама брашнa помешаноg са сољу и прашком за пециво, и сви састојци добро умесе, како би се добило, глатко, компактно тесто.
Од замешеног теста обликују се јуфке (лопте од теста), које се остављају да одстоје минимум 15 минута на собној температури. Нако што је јуфка одлежала, она се меси оклагијом у танку кору, на добро набрашнављеној подлози.
У следећој фази припреме, на развијену кору од теста посипа се претходно измрвљен Златарски сир, и након тога тесто замота у ролну.
Оштрим ножем тесто  се сече у ролатиће ширине два до три прста, и на крајевима добро стиска да се слепе, како надев током даље обраде ролатића не би испадао напоље.
Од ролатића се потом формирају лоптице, које се и остављају са стране, све док се сви ролатићи не припреме.
Када су сви ролатићи формирани у лоптице, део радне површине се очистити од брашна, па затим премаже уљем у танком слоју. На овако припремљеној подлози лоптице од теста се лагано спљоштавају руком и науље са пар капи уља. Следи развијање лоптица оклагијом (на науљеној површини) у мала ћебенцета, и њихово засецање са два паралелна реза оштрим ножем на средини ћебенцета.
Тако припремљена ћебенцета пржити на дубоком уљу у тигању, док не добију златножуту боју.

## Начин сервирања
Сервирати на тањиру у топлом или хладном стању са киселим млеком.